# Vas Frigyes
Vas Frigyes, születési és 1891-ig használt nevén Weissmann Frigyes (Pest, 1866. július 9. – Budapest, 1936. február 20.) belgyógyász, egészségügyi főtanácsos, ezredorvos.

## Életpályája
Weissmann József (1815–1898), a pesti Chevra Kadisa titkára és Reiss Zsófia fiaként született. Felsőfokú tanulmányait a Budapesti Tudományegyetem Orvostudományi Karán végezte (–1889). Az Orvostanhallgatók Önképző és Segélyző Egyesületének elnöke volt. Tanulmányai végeztével a Korányi Frigyes által vezetett Belgyógyászati Klinika gyakornoka lett. Az 1892–1893-as tanévben ösztöndíjasként a strasbourgi Gyógyszertani Intézetben képezte tovább magát. 1896-ban lemondott a Charité Kórház Egyesület belgyógyászati osztályának vezetéséről. 
Az első világháború idején, 1914 augusztusában átvette a városligeti Terápia Szanatórium orvosi vezetését. A következő év augusztusában a háború időtartamára ezredorvosi kinevezést kapott. 1916-ban az István úti hadikórháznál teljesített szolgálatot. 
A háborút követően magánorvosi gyakorlatot folytatott. 1933-ban a közegészségügyi szolgálat terén kifejtett értékes munkássága elismeréséül a magyar királyi egészségügyi főtanácsosi címet adományozták számára. A Lipótvárosi Orvostársaság elnöke volt. 
Halálát szívbénulás okozta.
Felesége hámosfalvi Hertzka Ágnes (1877–1945), hámosfalvi Hertzka Károly orvos és Bróde Ilona lánya.

## Művei
- Az izom górcsövi és elektromos elváltozásai a működés alatt. Korányi Frigyessel. – Az együttérző idegsejtek chromatinja szerkezetéről. (Mathematikai és Természettudományi Értesítő, 1891–1892, 10. kötet)
- Adatok a heveny nikotin-mérgezés ismeretéhez. (Mathematikai és Természettudományi Értesítő, 1892–1893, 11. kötet)
- Stroboskopicus vizsgálatok haráncsíkolt izmokon. Korányi Sándorral. (Magyar Orvosi Archivum, 1892, 1.)
- Az együttérző idegsejtek chromatinja szerkezetéről. (Orvosi Hetilap, 1893, 42–43.)
- Az idült nikotin-mérgezések ismeretéhez. (Orvosi Hetilap, 1893, 52.)
- A bolygó és járulékos ideg viszonya a szívhez. (Magyar Orvosi Archivum, 1894, 3.)
- A digitalinum verum (Schmiedeberg) therapeutikus értékéről. (Orvosi Hetilap, 1896, 27–28.)

## Díjai, elismerései
- Koronás arany érdemkereszt a vitézségi érem szalagján (1916)
- Vöröskereszt hadiékítményes II. osztályú díszjelvénye (1916)